# 리트임인크라이스군

리트임인크라이스군의 위치

리트임인크라이스군(독일어: Bezirk Ried)은 오스트리아 오버외스터라이히주에 위치한 군으로 행정 중심지는 리트임인크라이스이며 면적은 585.0km2, 인구는 62,949명(2023년 기준), 인구 밀도는 108명/km2이다. 동쪽으로는 셰르딩군, 그리스키르헨군, 남쪽으로는 푀클라브루크군, 서쪽으로는 브라우나우암인군과 접하며 북쪽으로는 독일 바이에른주와 국경을 접한다.

## 하위 행정 구역
1개 도시, 8개 시장도시, 27개 일반 시를 관할한다.
- 도시
  - 리트임인크라이스(Ried im Innkreis)
- 시장도시
  - 아우롤츠뮌스터(Aurolzmünster)
  - 에버슈방(Eberschwang)
  - 론스부르크(Lohnsburg)
  - 메트마흐(Mettmach)
  - 오베른베르크암인(Obernberg am Inn)
  - 라이허스베르크(Reichersberg)
  - 장크트마르틴임인크라이스(St. Martin im Innkreis)
  - 타이스키르헨임인크라이스(Taiskirchen im Innkreis)
- 일반 시
  - 안드리흐스푸르트(Andrichsfurt)
  - 안티젠호펜(Antiesenhofen)
  - 아이칭(Eitzing)
  - 가이어스베르크(Geiersberg)
  - 가인베르크(Geinberg)
  - 구르텐(Gurten))
  - 호엔첼(Hohenzell)
  - 키르히도르프암인(Kirchdorf am Inn)
  - 키르히하임인크라이스(Kirchheim im Innkreis)
  - 람브레히텐(Lambrechten)
  - 메른바흐(Mehrnbach)
  - 뫼르슈방(Mörschwang)
  - 뮐하임암인(Mühlheim am Inn)
  - 노이호펜임인크라이스(Neuhofen im Innkreis)
  - 오르트임인크라이스(Ort im Innkreis)
  - 파티히함(Pattigham)
  - 페터스키르헨(Peterskirchen)
  - 프라메트(Pramet)
  - 장크트게오르겐바이오베른베르크암인(St. Georgen bei Obernberg am Inn)
  - 장크트마리엔키르헨암하우스루크(St. Marienkirchen am Hausruck)
  - 실도른(Schildorn)
  - 젠프텐바흐(Senftenbach)
  - 투멜츠함(Tumeltsham)
  - 우체나이흐(Utzenaich)
  - 발트첼(Waldzell)
  - 바일바흐(Weilbach)
  - 비펜함(Wippenham)